# Gonbad-e Qabus (věž)
Věž Gonbad-e Qabus (persky گنبد کاووس), v transkripci též Gonbad-e Kavus nebo Gonbad-e Ghābus, je mauzoleum Qabuse (Kavuse), panovníka zijáridské dynastie, která vládla v oblasti dnešních severoíránských provincií Mázandarán a Golestán v 10. a 11. století. Mauzoleum se nachází na území stejnojmenného města v íránské provincii Golestán. Věž Gonbad-e Qabus je chráněna podle zákona o ochraně národního dědictví a byla zapsána v roce 1975 na seznam íránských národních památek pod číslem 1097. V roce 2012 byla stavba zařazena na seznam Světového dědictví UNESCO.

## Historie
Mauzoleum v podobě 53 metrů vysoké věže bylo vybudováno v letech 1006–1007 pro panovníka a básníka Qabuse ibn Wushmagir (Kavus ibn Vušmgir, plným jménem Abol-Hasan Qābūs ibn Wušmagīr ibn Ziyar Sams al-maʿālī , přezdívaný Chams al-Ma`âlî neboli Slunce jeho excelence), který vládl v severovýchodní oblasti středověkého Íránu v letech 977–981 a 997–1012. 

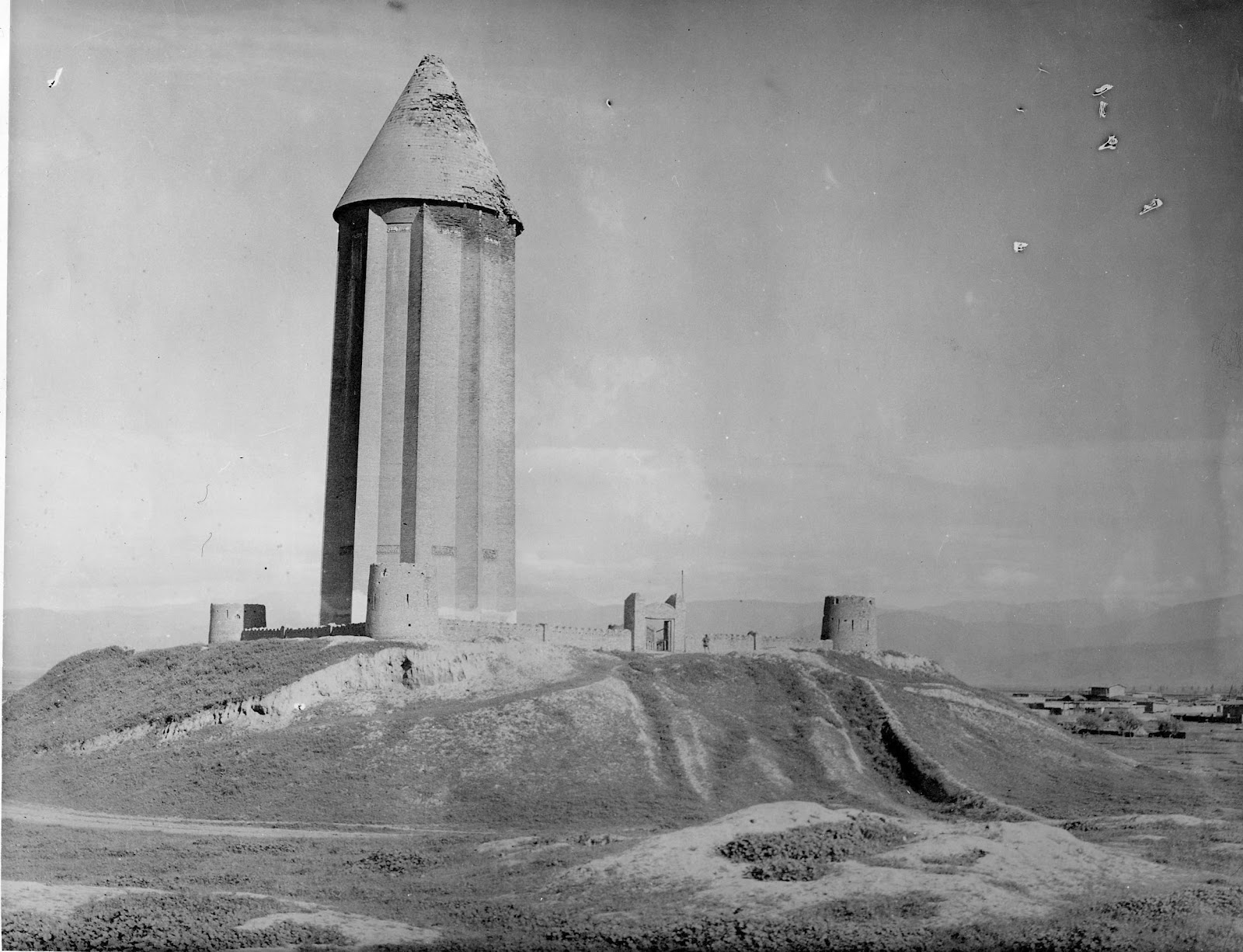
Věž na fotografii z roku 1933

Kavus ibn Vušmgir byl podle soudobých zpráv krvežíznivým tyranem, avšak zároveň byl také podporovatelem věd a umění a jejich představitelů – na jeho dvoře působil například i filosof a polyhistor Ibn Síná (Avicenna). Kavus přikázal vybudovat mauzoleum ještě za svého života, a to během muslimského lunárního roku 397 (27. září 1006–16. září 1007), respektive perského slunečního roku 375 (15. března 1006–14. března 1007).
Věž je jediným zachovaným pozůstatkem někdejší zijáridské metropole Gurganu (v anglické transkripci též jako Jorjan), středověkého perského centra věd a umění, zničeného během mongolských nájezdů ve 14. a 15. století. Město Gonbad-e Qabus (nyní oficiálně Gonbad-e Kāvus) bylo pojmenováno podle památného mauzolea a je mnohem mladší, než zmíněná věž – jeho hlavní ekonomický a stavební rozvoj spadá až do 20. století za panování šáhů z dynastie Pahlaví.

## Popis stavby
Archeologická lokalita, které dominuje Kavusova věž, se nachází v západní části města Gonbad-e Qabus na soutoku řeky Gorganrud a jejího levostranného přítoku. Věž je postavena z neglazovaných pálených cihel světle žluté barvy, která ve slunečním svitu vzbuzuje dojem, že stavba je ze zlata. Mauzoleum je hodnotným příkladem islámské architektury, která svým inovativním charakterem ovlivnila budování sakrálních staveb v širším regionu Střední Asie.
Stavba má podobu mírně se zužujícího válce o průměru 17–15,5 metrů, zakončené kuželovitou špicí rovněž z pálených cihel. Vnitřní průřez stavby je kruhový o průměru 9,67 metrů u základny, zatímco vnější půdorys je polygonální, neboť válec věže je po obvodu doplněn deseti opěrnými sloupy. Věž, která stojí na 10 metrů vysokém uměle navršeném pahorku, je viditelná ze vzdálenosti až 30 kilometrů.

## Galerie

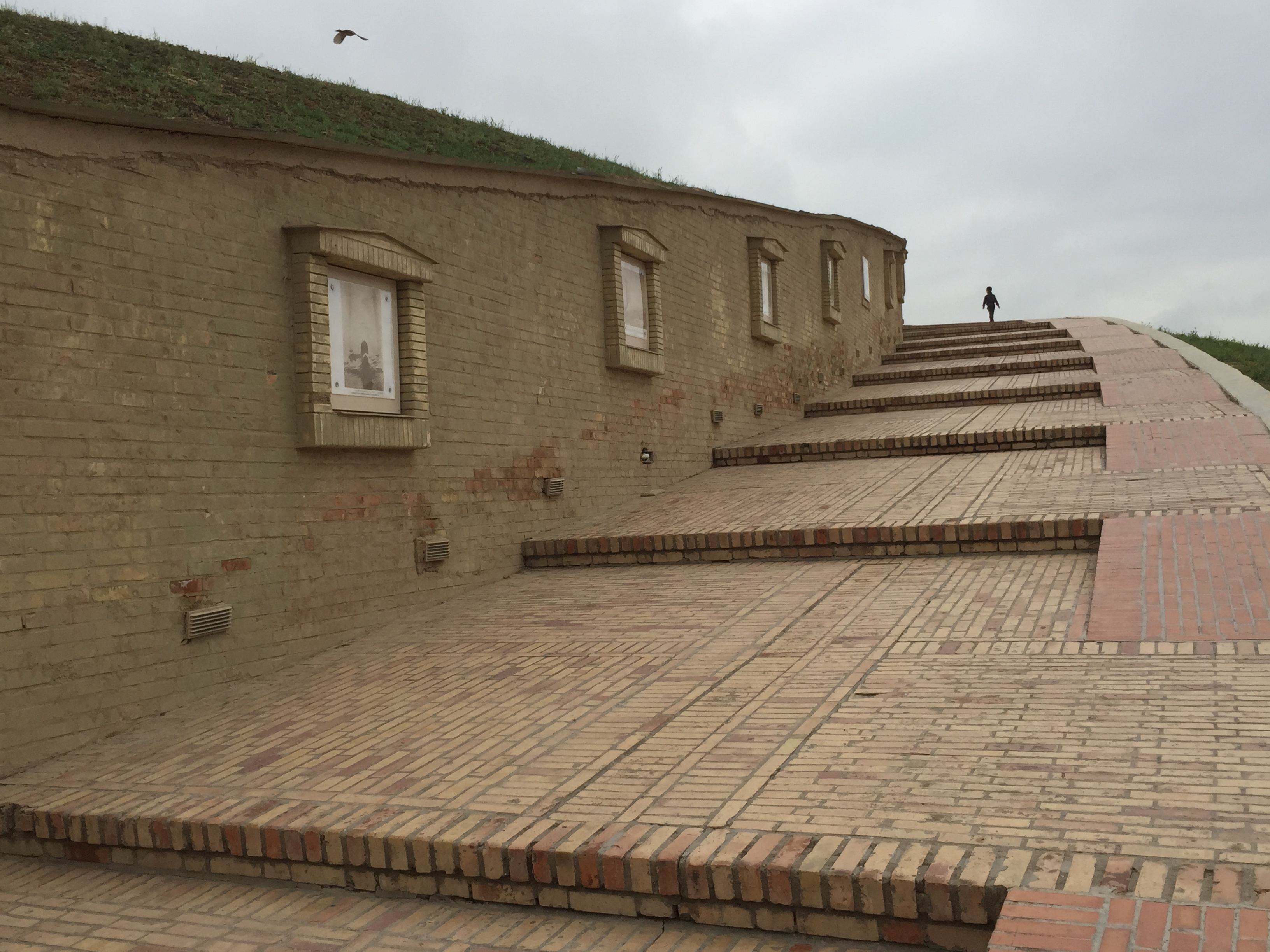
Cesta ke vstupu do věže
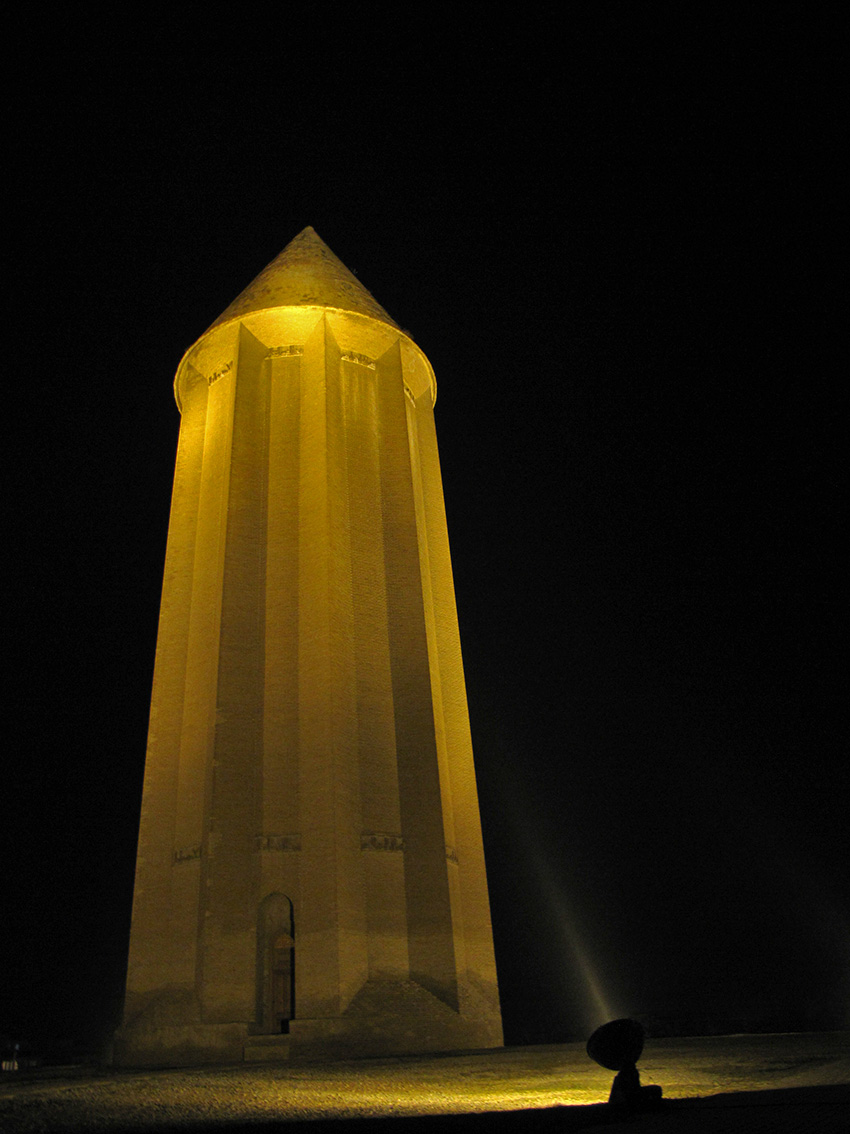
Noční osvětlení
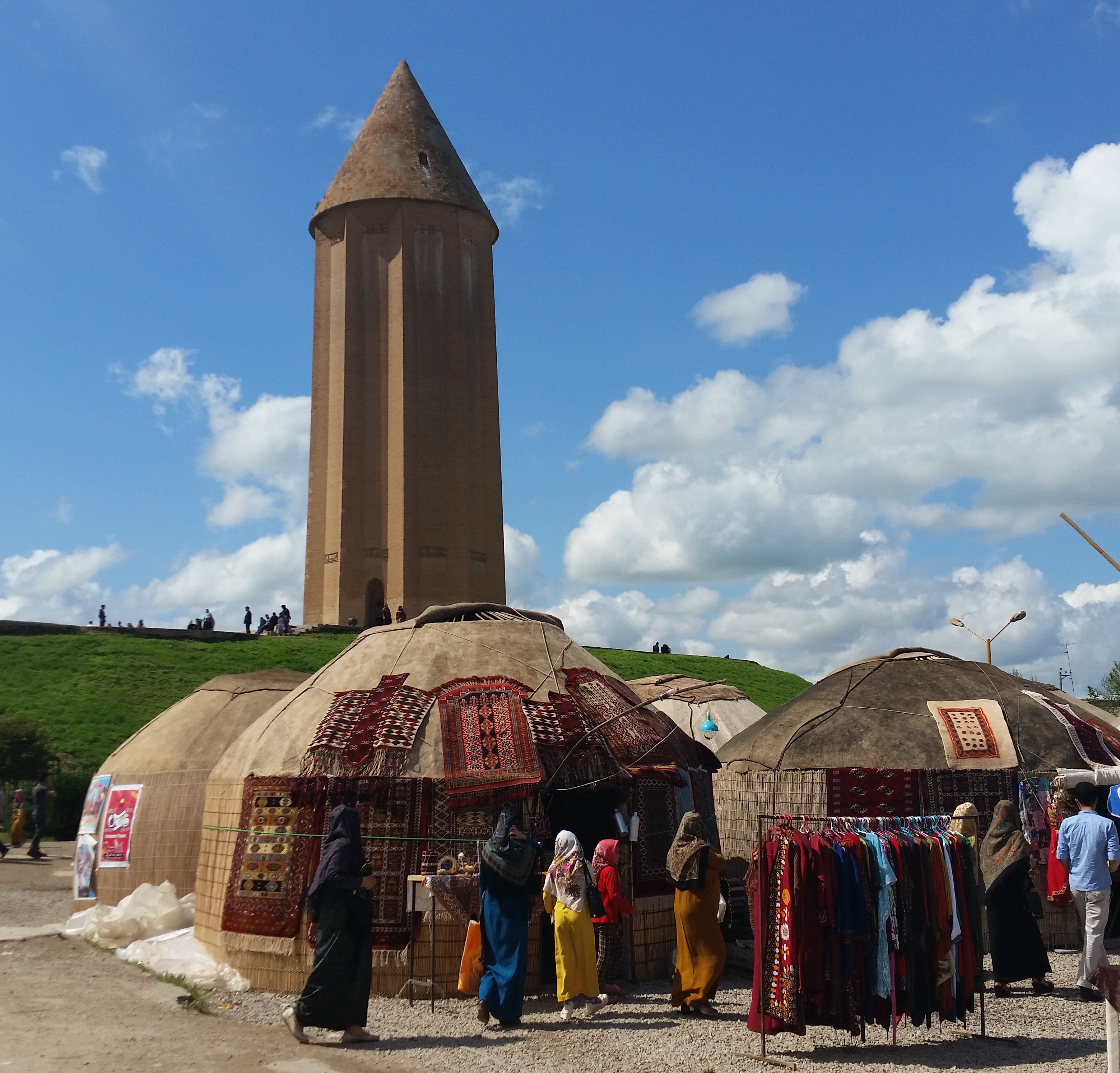
Prodej suvenýrů
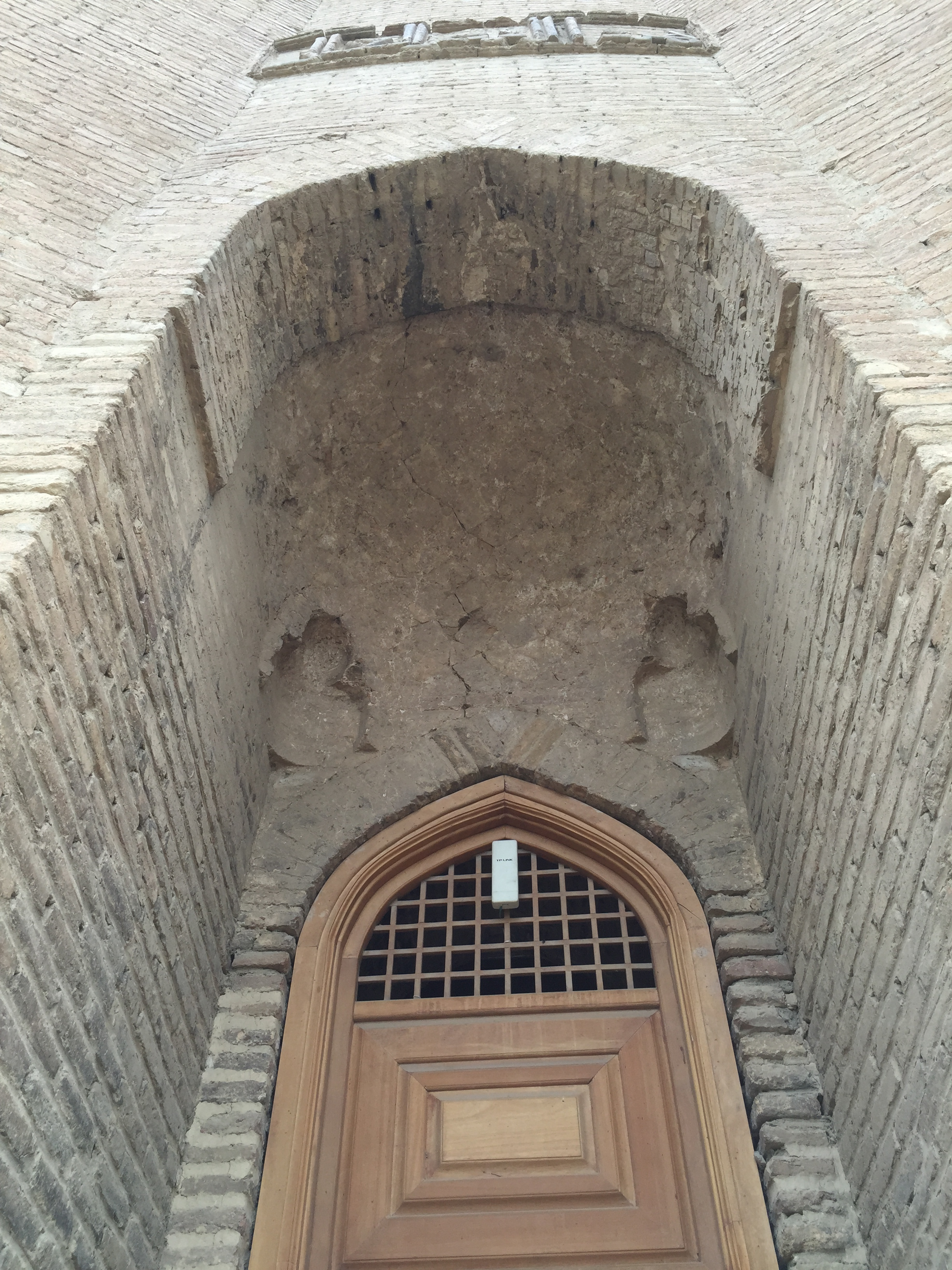
Vchod do mauzolea
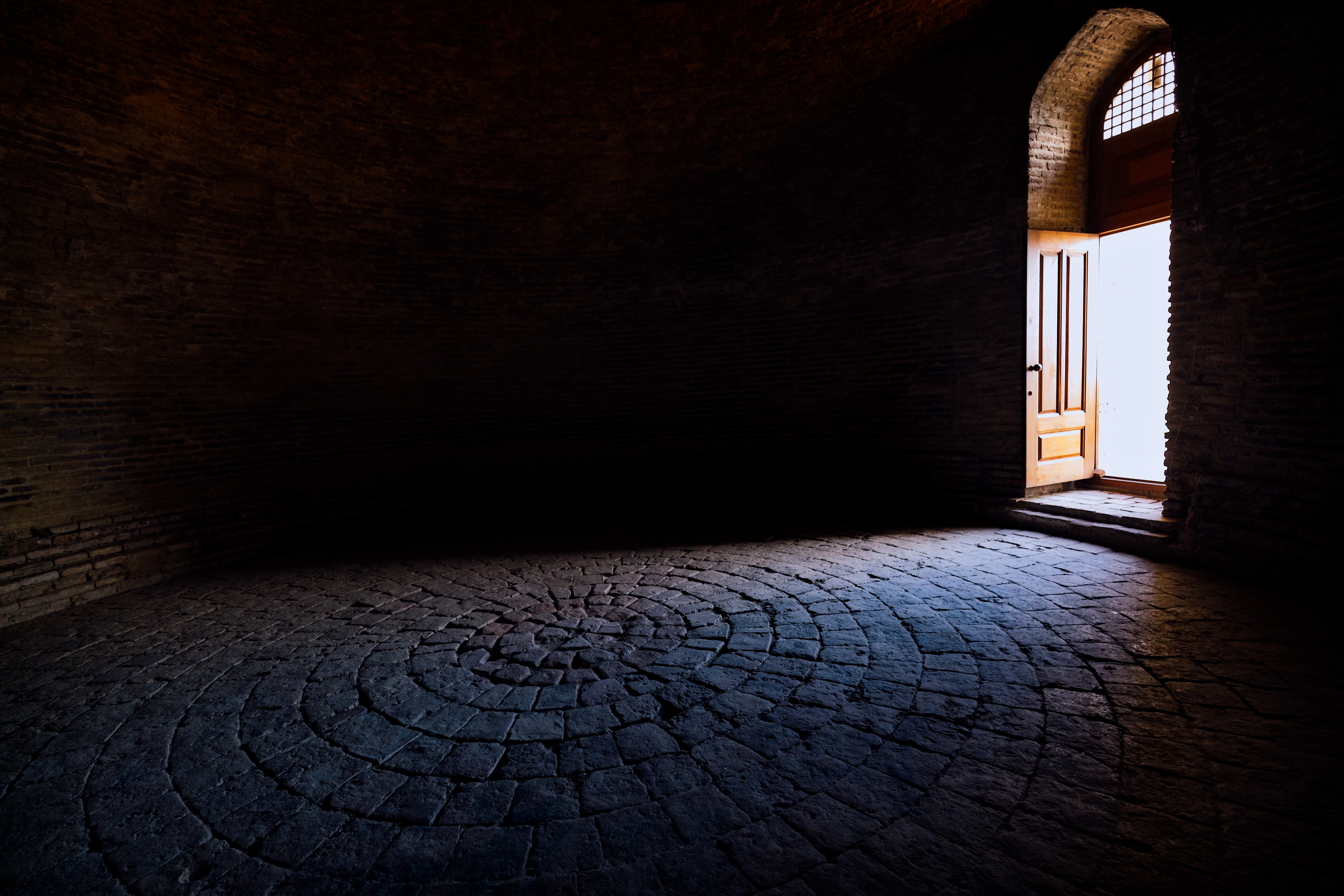
Interiér věže